# 크리스티 로렌
크리스티 로런(Kristi Lauren, 1994년 1월 19일 ~ )은 미국의 배우이다.

## 출연 작품
- 엔들리스 러브 (2014년) - 트램폴린 여자 역
- 워킹 클래스 (2011년)
- 당신 (2009, You)
- 아이 헤이트 마이 틴에이지 도터